# Isodictya palmata
Isodictya palmata är en svampdjursart som först beskrevs av Ellis och Daniel Solander 1786.  Isodictya palmata ingår i släktet Isodictya och familjen Isodictyidae. Inga underarter finns listade i Catalogue of Life.